# 蜃気楼 (TETSU69の曲)
「蜃気楼」（しんきろう）は、日本のロックバンド・L'Arc〜en〜Cielのベーシスト、tetsuyaがTETSU69名義で発表した通算2作目のシングル。2002年8月28日発売。発売元はワーナーミュージック・ジャパンの社内レーベル、DREAM MACHINE内に設けた自身の主宰レーベル、SPROUSE。

## 解説
前作「wonderful world／TIGHTROPE」から約1年1ヶ月ぶりとなるシングル。
前作の発表から今回のリリースまでに1年以上の期間が空いた理由について、TETSU69は「「wonderful world／TIGHTROPE」を出して…これじゃあ、次出せないなと思った。それで、音作る前に体制作りをしなきゃなと思って。いろいろやってたら、結局1年以上かかっちゃった」と述べている。事実、TETSU69は体制作りのため、L'Arc〜en〜Cielのときから長らく在籍していたKi/oon Recordsを離れ、本作リリースにあたり2001年に立ち上げた主宰レーベルSPROUSEごと、ワーナーミュージック・ジャパンの社内レーベル、DREAM MACHINEに移籍している。TETSU69は本作発売当時に受けたインタビューで、体制変更を行った理由について「子供みたいなもんだから。曲は。産みの苦しみっていうのがあるわけじゃないですか？だから、自分としてはその子供たちにとって一番いい環境の下で出してあげたいと思ったから」と語っている。
表題曲「蜃気楼」は、打ち込みを多用したデジタルロック・サウンドとメロディアスなサビが印象的なロック・ナンバーとなっている。ただ、前作とは打って変わり、今回はシンセベースの打ち込みを使わず、TETSU69がエレクトリックベースを弾いている。今回自らベースを弾くことにした経緯について、TETSU69は「（前作を発表した）当時"ベースは弾くつもりはない"って言ってたでしょ？だから、これは世には出ないなって思ってたんですけどね。まぁね…1年間いろいろあって。考え方も多少変わって。それで聴き直した時にすごく良かったんで。いいかなと」と述べている。なお、この曲にはギターソロパートでなく、TETSU69によるベースソロのパートが存在する。ちなみにTETSU69は、この曲のミュージック・ビデオにおいて、ベースを携えたうえでパフォーマンスを行っている。余談だが、TETSU69が映像内で弾いているベースは、世界に50本ほどしか存在しない「BORN TO ROCK F4b 1993」というアクリルで出来たモデルで、L'Arc〜en〜Cielが2000年に発表した楽曲「finale」のミュージック・ビデオでもtetsuyaが持っていたものである。また、表題曲のアレンジ作業には、HIRO NAKAYAMAを招聘しており、同氏はTETSU69と共同で作業を行っている。さらに、この曲の歌詞には、わらべうたの「通りゃんせ」の一節である＜行きはよいよい 帰りは怖い＞が引用されている。なお、この曲は、2019年11月19日に中村佳嗣（Eins:Vier）の50歳のバースデーを記念し開催されたライヴイベント「中村佳嗣生誕五十年記念祭」において、清春（黒夢、SADS）とsakura（ZIGZO、Rayflower、ex.L'Arc〜en〜Ciel）、そしてtetsuyaと中村を加えた4人でセッションされている。
カップリングには、前作の表題曲「wonderful world」のリミックスバージョンが2曲収録されている。なお、リミックスは、TATOOと田中フミヤがそれぞれ手掛けている。この”シングルのカップリングに前作の表題曲のリミックスを収録する試み"は、2017年発表のシングル「愛されんだぁ I Surrender」まで10作連続で続けられることになった。
本作は、通常盤（8cmCD＋GOODS）のみの1形態、10万枚限定で発売されている。グッズには「オリジナルTシャツ」が付属されている。ちなみに本作は、tetsuyaのソロ名義作品として初の8cmシングルとなっているが、CDを収めるケースは12cmサイズのものが使用されている。なお、本作は発売週のオリコン週間シングルチャートで週間3位を記録しているが、発売当日のみオリコンデイリーシングルチャートで自身初の首位を獲得している。ちなみに2003年2月13日には、本作の12cmCDバージョンが復刻盤としてリリースされている。
余談だが、本作の発売にあわせて、TETSU69がパッケージデザイン等を発案したオリジナルボトルに入れたミネラルウォーター「銘水 蜃気楼」が生産されている。この商品はTETSU69が遊び感覚で作っていたもので、当初は関係者のみに配布されていたが、のちに一般の流通販売が決まり、2002年9月24日にファミマ・ドット・コムから予約限定販売が開始されることになった。このミネラルウォーターの販売企画について、TETSU69は「"そんなもん売らずに曲出せ"とか。あんなもん、しょせん金儲けだよとか（言う人もいるけど）。はっきり言って、水なんか売っても誰も儲かってないですよ。これは楽しんでやってるだけ」と述べている。

## 収録曲
| #  | タイトル                         | 作詞    | 作曲    | 編曲/リミックス                | 時間 |
| -- | -------------------------------- | ------- | ------- | ------------------------------ | ---- |
| 1. | 「蜃気楼」                       | TETSU69 | TETSU69 | TETSU69・HIRO NAKAYAMA（編曲） | 4:51 |
| 2. | 「wonderful world OD mix」       | TETSU69 | TETSU69 | TATOO（リミックス）            | 5:22 |
| 3. | 「wonderful world KARAFUTO mix」 | TETSU69 | TETSU69 | 田中フミヤ（リミックス）       | 5:34 |
| 4. | 「蜃気楼 (instrumental)」        |         | TETSU69 | TETSU69・HIRO NAKAYAMA（編曲） | 4:47 |

## 参加ミュージシャン
- 蜃気楼
  - Words and Music by TETSU69
    - TETSU69：Vocals, Bass and Arrangement
    - HIRO NAKAYAMA：Guitars and Arrangement
    - 村石雅行：Drums
    - 五十嵐宏治：Keyboards and Synthesizer Programming
    - 平石晴己：Synthesizer Programming
    - 上杉洋史：Keyboards
    - 小寺秀樹：Recorded, Mixed

## 収録アルバム
- 『Suite November』 (#1)

## タイアップ
蜃気楼
- テレビ朝日系番組『古館の買物ブギ!』エンディングテーマ